# Montagny-lès-Seurre
Montagny-lès-Seurre – miejscowość i gmina we Francji, w regionie Burgundia-Franche-Comté, w departamencie Côte-d’Or.
Według danych na rok 1990 gminę zamieszkiwało 119 osób, a gęstość zaludnienia wynosiła 17 osób/km² (wśród 2044 gmin Burgundii Montagny-lès-Seurre plasuje się na 791. miejscu pod względem liczby ludności, natomiast pod względem powierzchni na miejscu 1111.).

## Fotographie

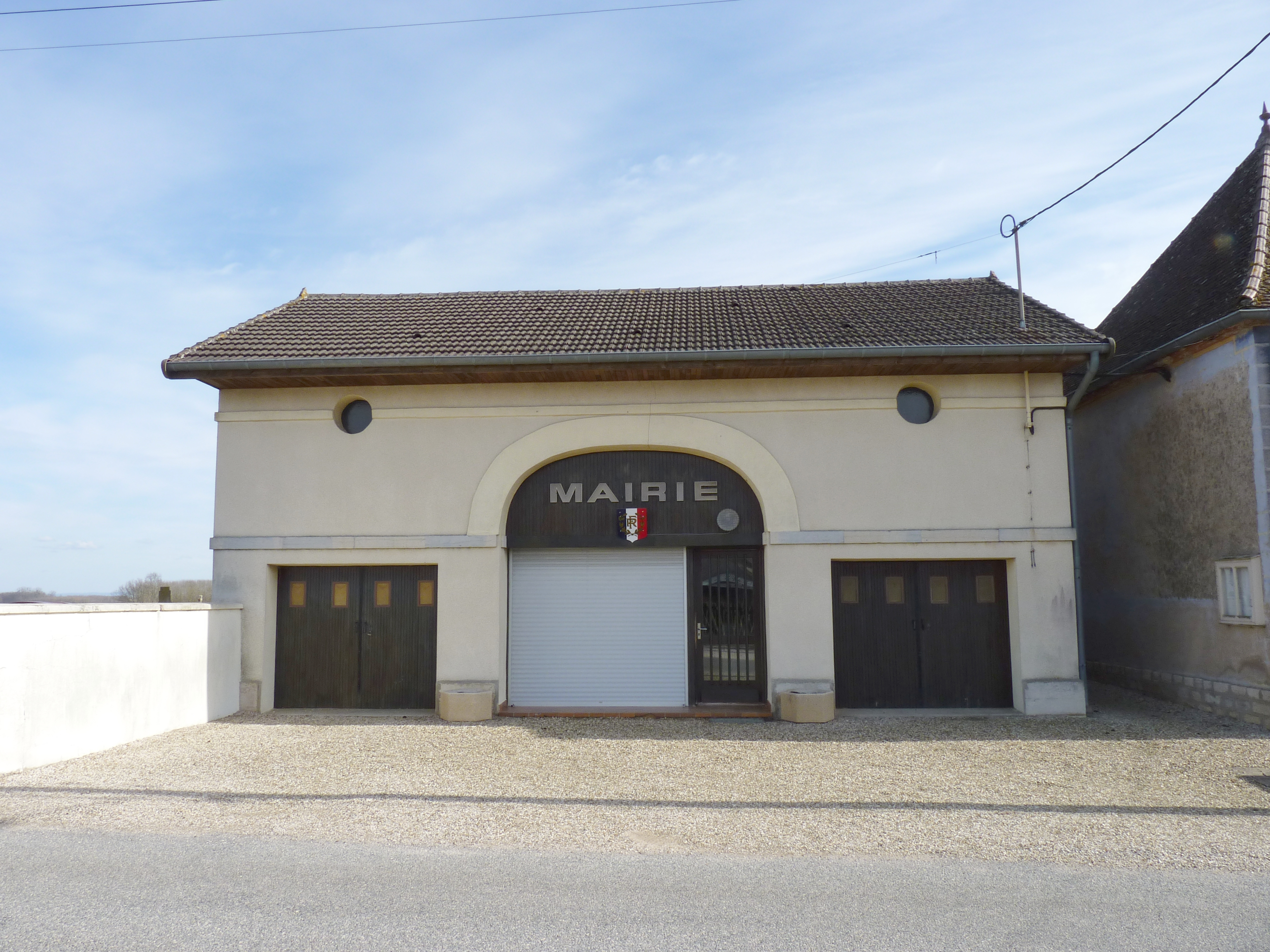
Rada Miasta
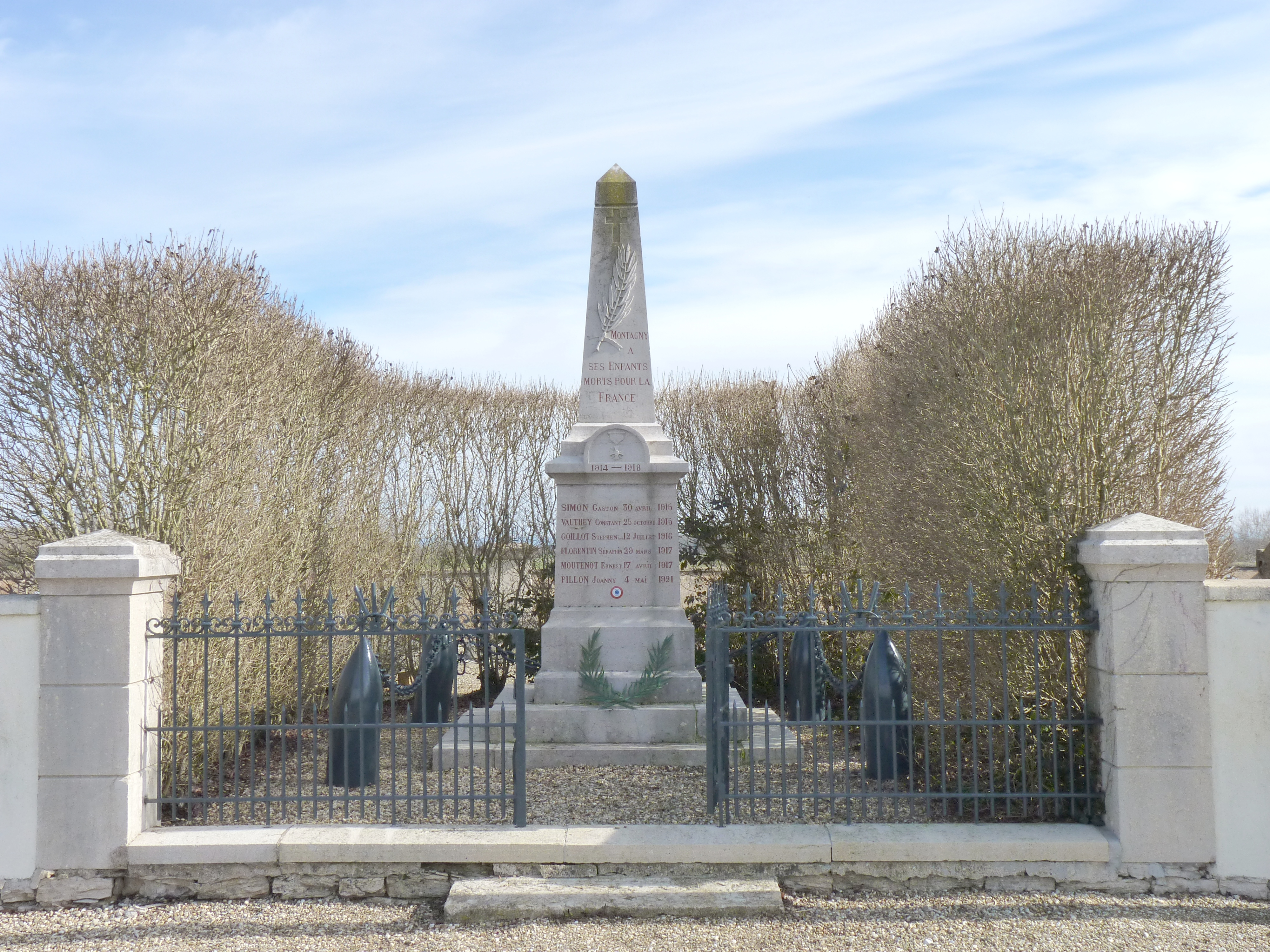
Wspomnienie
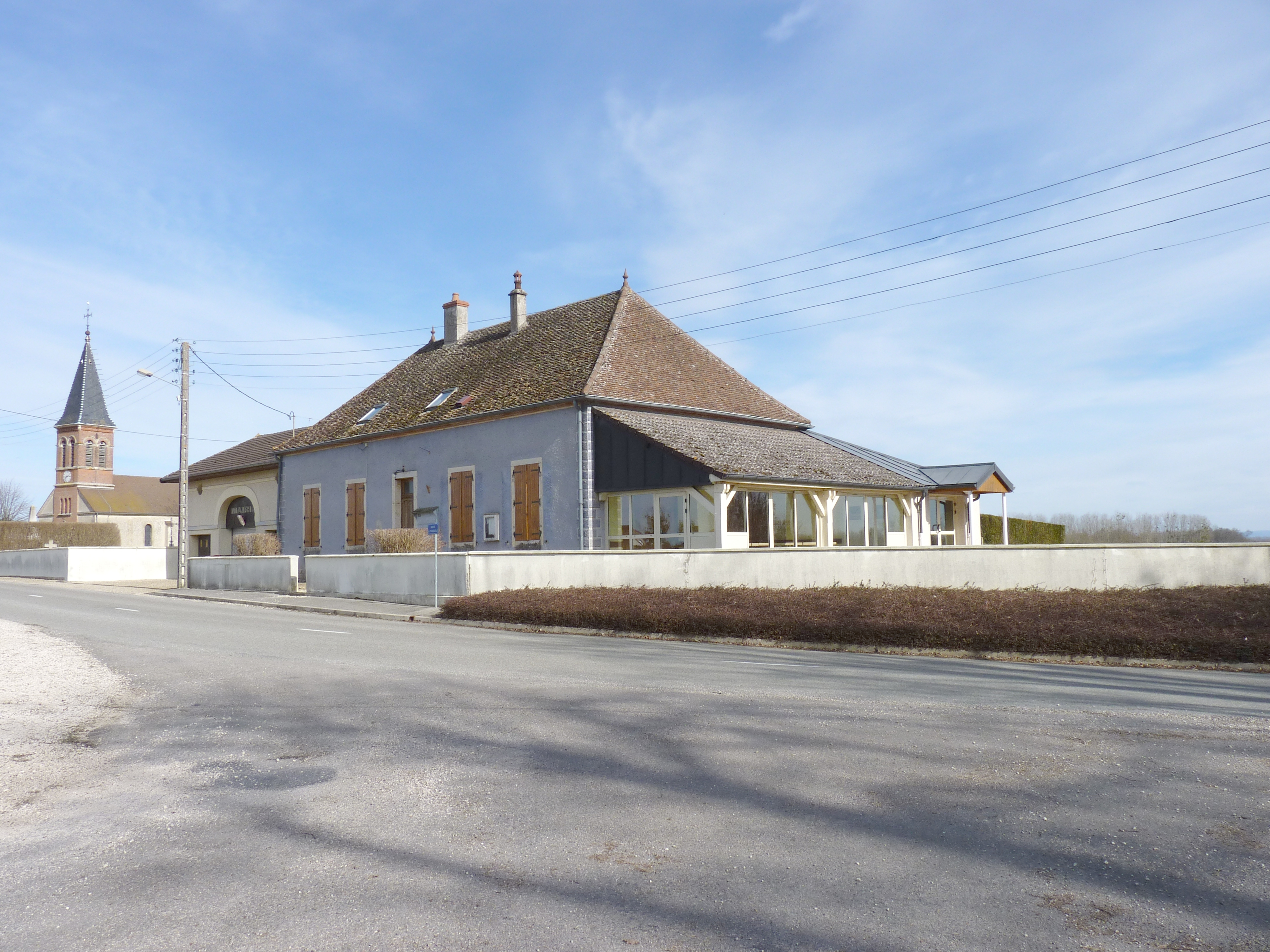
szkoła (zamknięte)
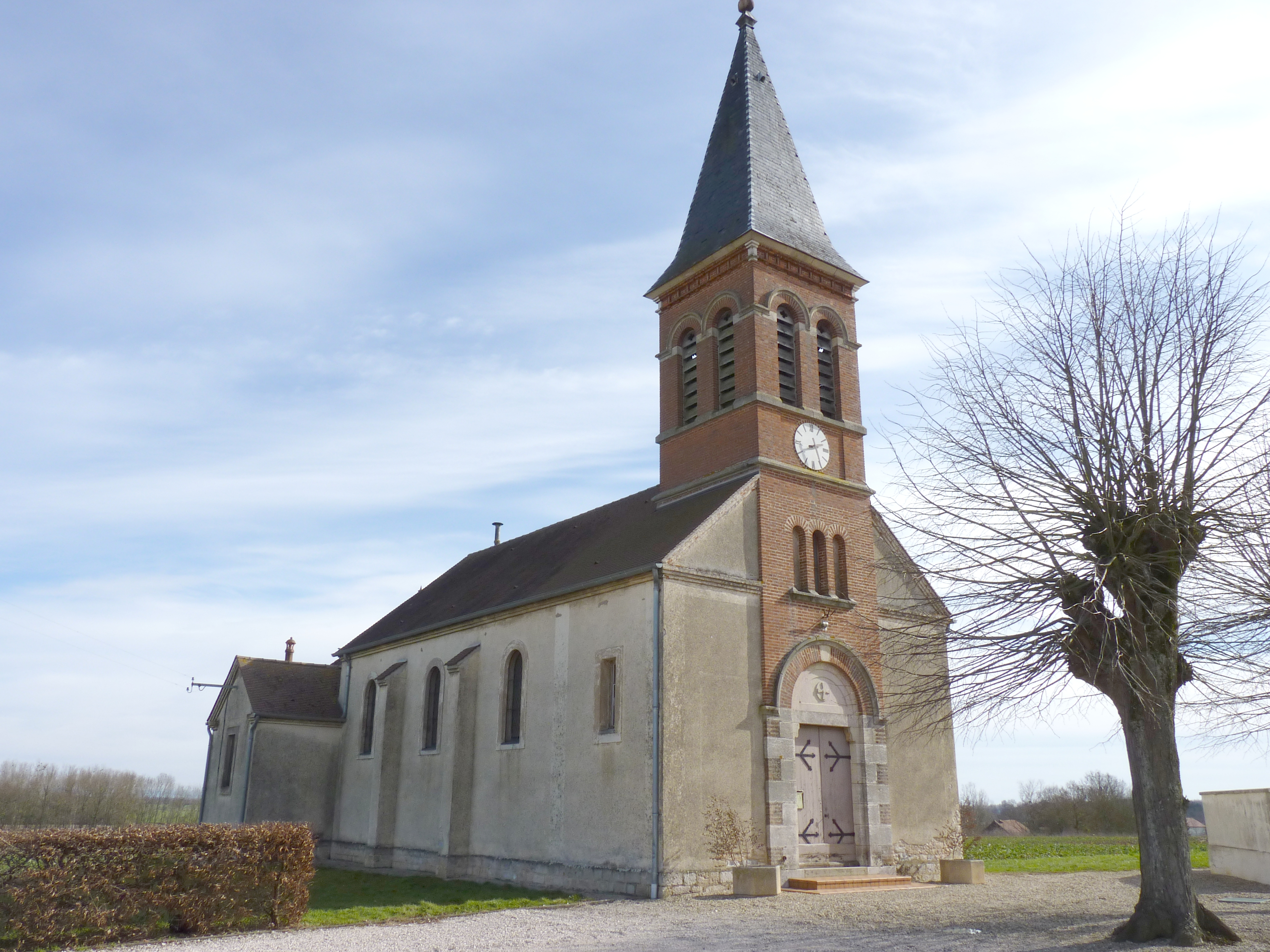
Kościół
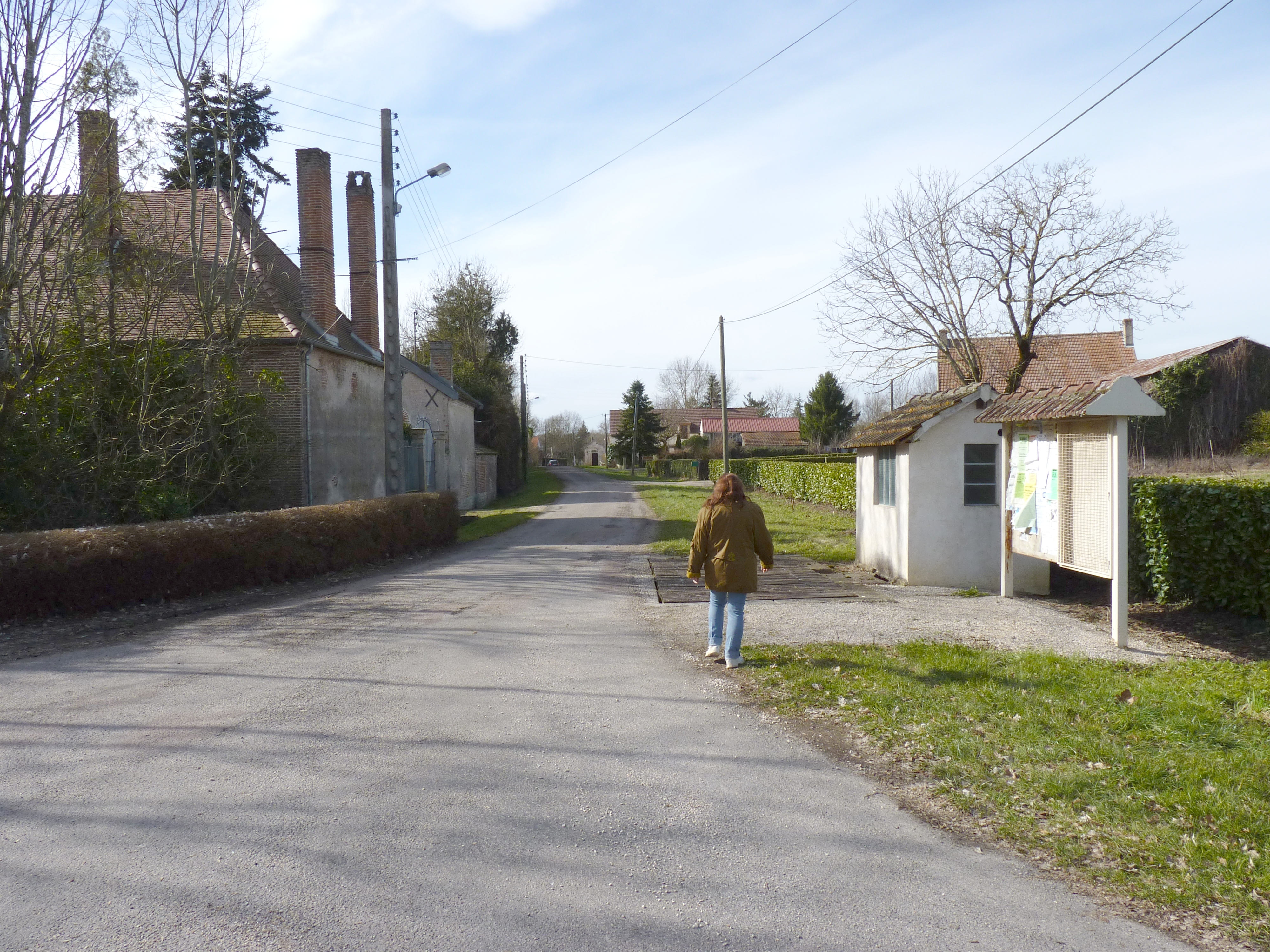
Rue de l'Église